# Labroides bicolor
Labroides bicolor е вид бодлоперка от семейство Labridae. Видът не е застрашен от изчезване.

## Разпространение и местообитание
Разпространен е в Австралия, Американска Самоа, Британска индоокеанска територия, Вануату, Виетнам, Гуам, Йемен, Индия, Индонезия, Кения, Кирибати, Китай, Кокосови острови, Коморски острови, Мавриций, Мадагаскар, Майот, Малайзия, Малдиви, Малки далечни острови на САЩ, Маршалови острови, Мианмар, Микронезия, Мозамбик, Науру, Ниуе, Нова Каледония, Оман, Остров Рождество, Острови Кук, Палау, Папуа Нова Гвинея, Провинции в КНР, Реюнион, Самоа, Северни Мариански острови, Сейшели, Сингапур, Соломонови острови, Сомалия, Тайван, Тайланд, Танзания, Токелау, Тонга, Тувалу, Уолис и Футуна, Фиджи, Филипини, Френска Полинезия, Южна Африка и Япония.
Обитава океани, морета, лагуни и рифове в райони с тропически и субтропичен климат. Среща се на дълбочина от 1 до 40 m, при температура на водата от 25,7 до 29,3 °C и соленост 32,6 – 36,1 ‰.

## Описание
На дължина достигат до 15 cm.